# Francisco Leopoldo da Toscana
Francisco Leopoldo da Toscana (Florença, 15 de dezembro de 1794 - Viena, 18 de maio de 1800), foi um arquiduque da Áustria, príncipe da Toscana e herdeiro do trono do Grão-Ducado da Toscana.

## Biografia
Nasceu em 15 de dezembro de 1794 em Florença, filho de Fernando III da Toscana e de sua esposa Luísa das Duas Sicílias. Como filho primogênito foi, desde o seu nascimento, herdeiro do Grão-Ducado da Toscana.
Morreu em 18 de maio de 1800 em Viena, onde a sua família estava no exílio. A causa para a morte foi um ferimento num acidente de carruagem. Após a sua morte, o seu irmão mais novo Leopoldo tornou-se herdeiro, vindo a suceder ao pai de ambos como grão-duque da Toscana em 1824.

## Títulos e estilos
- 15 de dezembro de 1794 - 18 de maio de 1800: Sua Alteza Imperial e Real, o Arquiduque Francisco Leopoldo da Áustria, Príncipe da Toscana

## Genealogia
| Francisco Leopoldo da Toscana | Pai: Fernando III da Toscana | Avô paterno: Leopoldo II do Sacro Império Romano-Germânico | Bisavô paterno: Francisco I do Sacro Império Romano-Germânico |
| Francisco Leopoldo da Toscana | Pai: Fernando III da Toscana | Avô paterno: Leopoldo II do Sacro Império Romano-Germânico | Bisavó paterna: Maria Teresa da Áustria                       |
| Francisco Leopoldo da Toscana | Pai: Fernando III da Toscana | Avó paterna: Maria Luísa da Espanha                        | Bisavô paterno: Carlos III de Espanha                         |
| Francisco Leopoldo da Toscana | Pai: Fernando III da Toscana | Avó paterna: Maria Luísa da Espanha                        | Bisavó paterna: Maria Amália da Saxônia                       |
| Francisco Leopoldo da Toscana | Mãe: Luísa das Duas Sicílias | Avô materno: Fernando I das Duas Sicílias                  | Bisavô materno: Carlos III de Espanha                         |
| Francisco Leopoldo da Toscana | Mãe: Luísa das Duas Sicílias | Avô materno: Fernando I das Duas Sicílias                  | Bisavó materna: Maria Amália da Saxônia                       |
| Francisco Leopoldo da Toscana | Mãe: Luísa das Duas Sicílias | Avó materna: Maria Carolina da Áustria                     | Bisavô materno: Francisco I do Sacro Império Romano-Germânico |
| Francisco Leopoldo da Toscana | Mãe: Luísa das Duas Sicílias | Avó materna: Maria Carolina da Áustria                     | Bisavó materna: Maria Teresa da Áustria                       |